# Lijst van voetbalinterlands Filipijnen - Taiwan
Deze lijst van voetbalinterlands is een overzicht van alle officiële voetbalwedstrijden tussen de nationale teams van de Filipijnen en Taiwan (Chinees Taipei). De landen hebben tot op heden dertien keer tegen elkaar gespeeld. De eerste wedstrijd, een groepswedstrijd tijdens de Aziatische Spelen 1954, was op 6 mei 1954 in Manilla. De laatste confrontatie, een vriendschappelijk duel, was op 8 september 2023 in Kaohsiung.

## Wedstrijden
| №  | Plaats     | Datum             | Competitie                 | Wedstrijd                   | Uitslag |
| -- | ---------- | ----------------- | -------------------------- | --------------------------- | ------- |
| 1  | Manilla    | 6 mei 1954        | Aziatische Spelen 1954     | Filipijnen − Taiwan         | 0 − 4   |
| 2  | Manilla    | 31 maart 1959     | Azië Cup 1960 kwalificatie | Filipijnen − Taiwan         | 4 − 7   |
| 3  | Taipei     | 28 juli 1967      | Azië Cup 1968 kwalificatie | Taiwan − Filipijnen         | 9 − 0   |
| 4  | Chittagong | 1 april 2006      | AFC Challenge Cup 2006     | Chinees Taipei − Filipijnen | 1 − 0   |
| 5  | Kaohsiung  | 16 januari 2010   | Vriendschappelijk          | Chinees Taipei − Filipijnen | 0 − 0   |
| 6  | Kaohsiung  | 10 oktober 2010   | Vriendschappelijk          | Chinees Taipei − Filipijnen | 1 − 1   |
| 7  | Kaohsiung  | 2 oktober 2011    | Vriendschappelijk          | Chinees Taipei − Filipijnen | 0 − 0   |
| 8  | Manilla    | 29 september 2012 | Vriendschappelijk          | Filipijnen − Chinees Taipei | 3 − 1   |
| 9  | Bacolod    | 11 oktober 2013   | Vriendschappelijk          | Filipijnen − Chinees Taipei | 1 − 2   |
| 10 | Manilla    | 3 september 2014  | Vriendschappelijk          | Filipijnen − Chinees Taipei | 5 − 1   |
| 11 | Taipei     | 3 december 2017   | Vriendschappelijk          | Chinees Taipei − Filipijnen | 3 − 0   |
| 12 | Manilla    | 19 juni 2023      | Vriendschappelijk          | Filipijnen − Chinees Taipei | 2 − 3   |
| 13 | Kaohsiung  | 8 september 2023  | Vriendschappelijk          | Chinees Taipei − Filipijnen | 1 − 1   |

## Samenvatting
| Competitie            | Totaal gespeeld | Winst Filipijnen | Gelijk | Winst Chinees Taipei | Doelsaldo Filipijnen – Chinees Taipei |
| --------------------- | --------------- | ---------------- | ------ | -------------------- | ------------------------------------- |
| Azië Cup-kwalificatie | 2               | 0                | 0      | 2                    | 4 − 16                                |
| AFC Challenge Cup     | 1               | 0                | 0      | 1                    | 0 − 1                                 |
| Aziatische Spelen     | 1               | 0                | 0      | 1                    | 0 − 4                                 |
| Vriendschappelijk     | 9               | 2                | 4      | 3                    | 13 − 12                               |
| Totaal                | 13              | 2                | 4      | 7                    | 17 − 33                               |

PFF · 
A-internationals · 
Filipijns vrouwenelftal
Afghanistan ·
Australië ·
Azerbeidzjan ·
Bahrein ·
Bangladesh ·
Bhutan ·
Brunei ·
Cambodja ·
China ·
Estland ·
Fiji ·
Guam ·
Hongkong ·
India ·
Indonesië ·
Irak ·
Iran ·
Israël ·
Japan ·
Jemen ·
Jordanië ·
Kirgizië ·
Koeweit ·
Laos ·
Libanon ·
Macau ·
Malediven ·
Maleisië ·
Mongolië ·
Myanmar ·
Nepal ·
Noord-Korea ·
Oezbekistan ·
Oman ·
Oost-Timor ·
Pakistan ·
Palestina ·
Papoea-Nieuw-Guinea ·
Qatar ·
Singapore ·
Sri Lanka ·
Syrië ·
Tadzjikistan ·
Taiwan ·
Thailand ·
Turkmenistan ·
Verenigde Arabische Emiraten ·
Vietnam ·
Zuid-Korea ·
Zuid-Vietnam
CTFA ·
Bondscoaches ·
vrouwenvoetbalelftal ·
Topscorers
Afghanistan ·
Australië ·
Bahrein ·
Bangladesh ·
Brunei ·
Cambodja ·
Fiji ·
Filipijnen ·
Grenada ·
Guam ·
Hongkong ·
India ·
Indonesië ·
Irak ·
Iran ·
Israël ·
Japan ·
Jordanië ·
Kenia ·
Kirgizië ·
Koeweit ·
Laos ·
Macau ·
Maleisië ·
Mongolië ·
Myanmar ·
Nepal ·
Nieuw-Zeeland ·
Noord-Korea ·
Oezbekistan ·
Oman ·
Oost-Timor ·
Pakistan ·
Palestina ·
Panama ·
Saint Kitts en Nevis ·
Salomonseilanden ·
Saoedi-Arabië ·
Singapore ·
Sri Lanka ·
Syrië ·
Thailand ·
Trinidad en Tobago ·
Turkmenistan ·
Vietnam ·
Zuid-Korea ·
Zuid-Vietnam